# 医学主题词
医学主题词（Medical Subject Headings，MeSH）或譯医学主题词表，是一部庞大的受控词表（或者说，元数据系统），是广泛应用于医学信息检索的一种工具。在生命科学领域旨在用于标引期刊文献和书籍。
当19世纪美国医学索引创刊时，为了方便编撰和检索，创造了医学主题词这一概念。美国国立医学图书馆（National Library of Medicine, NLM）创建并负责更新MeSH。目前，“MEDLINE/PubMed文献数据库”以及“NLM的图书馆藏目录”均采用MeSH。
MeSH的年度纸质印刷版本已经于2007年停止出版。在国际互联网上，可以免费浏览和下载MeSH。

## 中国大陆情形
在中国越来越多的医学期刊要求关键词（keyword）与主题词（subject）匹配，“主题词中英文对照表”的更新，基本上与主题词的更新做到了同步。

## 受控医学词表
- CPT
- ICD
- LOINC
- SNOMED（英语：Systematized Nomenclature of Medicine）
- SNOMED CT
- UMLS